# Рефшлегер, Хельмут
Хельмут Рефшлегер (нем. Helmut Reefschläger; 8 апреля 1944 — 3 декабря 2015, Раштатт) — немецкий шахматист, международный мастер (1985), доктор математики.
В составе сборной ФРГ участник 8-го командного чемпионата Европы (1983) в Пловдиве.

## Изменения рейтинга
| Графики недоступны из-за технических проблем. См. информацию на Фабрикаторе и на mediawiki.org. |